# シグナチュール・チーム

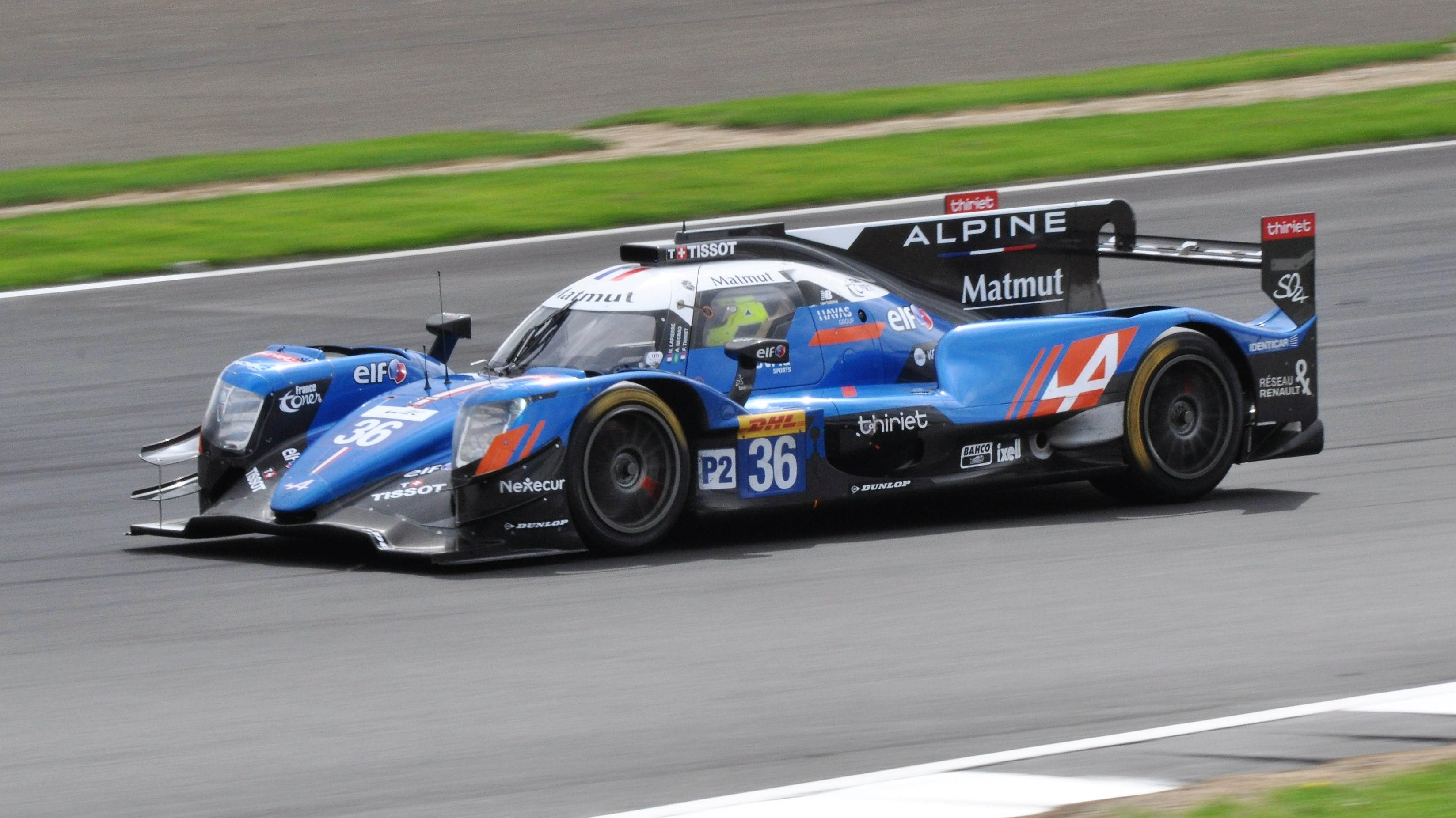
シグナテック・アルピーヌ・マットムート「アルピーヌ・A470」

シグナチュール （ Signature ）は、FIA 世界耐久選手権 (WEC) に参戦しているフランスのレーシングチームである。チーム名を英語読みした「シグネチャー・チーム （ Signature Team ）」の名称でも呼ばれる。WECを含む耐久レースでは、「シグナテック （ Signatech ）」のエントリー名で参戦している。また、レースカーのシャシー開発を担うコンストラクターとしてレースに関わる場合でもシグナテックの名称が使われる。

## 概要
1990年にシグナチュールは、フィリップ・シノー （ Philippe Sinault ） によって、設立された。
シグナチュールは、1999年にFIA ヨーロピアン・フォーミュラ3カップをブノワ・トレルイエのドライブで優勝している。2000年にはドライバーのジョナタン・コシェがフランスF3を制して、その年のヨーロピアンカップとマスターズF3も優勝し、2001年にコリア・スーパー・プリも制した。2002年にはルノー・デルロによってヨーロピアンカップを制した。
2003年にスタートしたユーロカップ・フォーミュラ・ルノーV6の最初のシーズンで、トリスタン・ゴメンディと松浦孝亮の2人のドライバーでチームズタイトルを獲得した。フランスF3が統合されて新しくスタートしたユーロF3にニコラ・ラピエールとファビオ・カルボーンの2人のドライバーで参戦し、その年のF3ワールドチャンピオンを争うマカオグランプリで1-2フィニッシュを決めた。エドアルド・モルタラとジャン＝カール・ベルネイの2人のドライバーは2009年に再びマカオグランプリで1-2フィニッシュを決めている。シグナチュールは同年、ル・マン・シリーズのLMP1カテゴリーへの参戦をスタートしている。
2010年シーズンは、ユーロF3でエドアルド・モルタラとマルコ・ヴィットマンが8勝を挙げてドライバーズランキングで1位と2位を占め、シグナチュールもチームタイトルを獲り、シグナチュールにとって素晴らしい年となった。
2010年と2011年にブラジルで開催されたジュニア・フォーミュラ・レースのシリーズに参戦する（フェリペ・マッサが設立したレーシングチームの）フォーミュラ・フューチャー・フィアットに、シグナテックはシャシーを供給した。

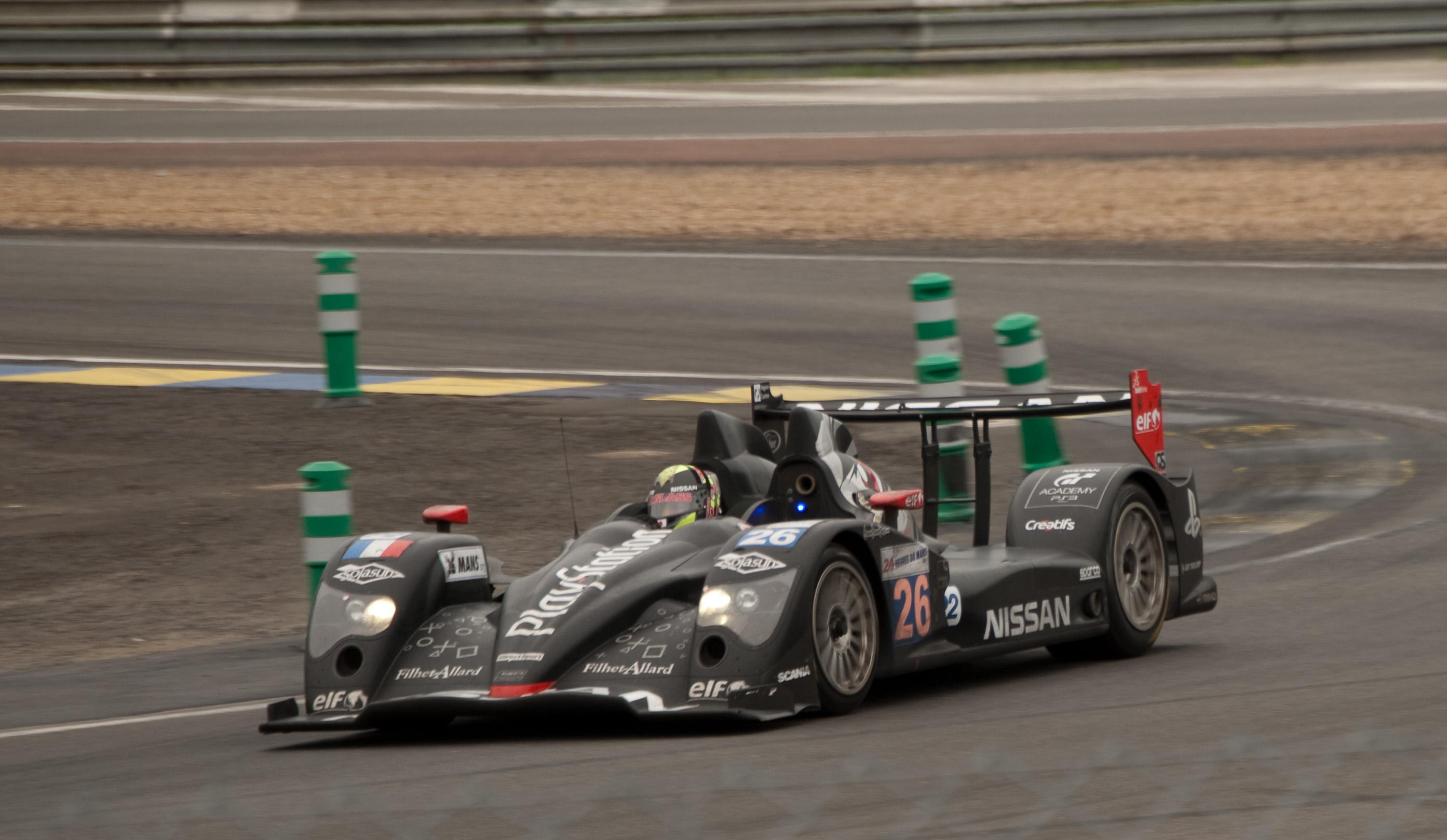
2011年のル・マン24時間レース シグナテック・ニッサン

2011年に、ニッサンのGTアカデミーとの共同チームで出走したル・マン24時間レースのLMP2クラスでは、クラスPPを獲得して、決勝レースも総合順位9位クラス2位に入っている。
2012年には、スポーツカーレースに集中する為に、ユーロF3から撤退した。
ル・マン24時間レースでは、ニッサン・エンジンのオレカ・03で総合10位に入った。
2013年にルノーのブランド、アルピーヌと組んで、ピエール・ラグとネルソン・パンシアティッシの2人のドライバーでヨーロピアン・ル・マン・シリーズに参戦した。LMP2クラスでシグナテックはドライバーズとチームの両タイトルを獲得している。
2014年に、シグナテックはフォーミュラ4・スダメリカーナにシャシーを供給している。
ル・マン24時間レースのLMP2クラスに参戦し、総合順位7位クラス3位に入った。ヨーロピアン・ル・マン・シリーズでは、ドライバーズとチームの両タイトルで2連覇を果たした。
2015年は前年までのヨーロピアン・ル・マン・シリーズから、主戦場をFIA 世界耐久選手権のLMP2クラスにスイッチ。復活を予定しているアルピーヌのセミワークスとして参戦している。
2016年はル・マンを制覇した後、WEC(LMP2クラス)も制覇した。
2017年はル・マン、ニュルブルクリンクの2戦を2台体制で戦った。昨年に続き2連覇を狙ったル・マンでは、35号車がクラス3位でフィニッシュし表彰台を獲得。36号車はトラブルやコースアウトがあったもののクラス8位でフィニッシュした。36号車についてはWECにフル参戦。優勝1回、ポールポジション3回を獲得し、ランキング3位でシーズンを終えた。
2018年-19年もWECにフル参戦。シーズンを通して1台体制で参戦した。ル・マンではクラス2位でフィニッシュしたものの、トップでチェッカーを受けたG-ドライブ・レーシングが燃料補給装置の違反で失格になったため代わってクラス優勝に昇格し、2回目のル・マン制覇となった。制覇後は優勝こそないものの、2019年スパ6時間レースまでの全てのラウンドで表彰台を獲得しコンスタントにポイントを重ねる。シーズン2度目であり最終戦となったル・マンでは予選で3番手に入る好調さを見せた。決勝でもその好調さを発揮し、昨年トップチェッカーを受けたものの失格となったG-ドライブ・レーシングと、ライバルであり直接のチャンピオンシップ争いをしているジャッキー・チェン・DCレーシングとの3強対決となった。残り4時間でG-ドライブがトラブルのため緊急ピットインするとそのままクラストップに浮上、そのままトップでチェッカーを受けた。これによりクラス3回目の優勝と2年連続のル・マン制覇を果たし、同時に2年ぶりとなるドライバーズチャンピオン、チームチャンピオンを獲得した。
2021年からWECの最高峰クラスとなる「ハイパーカー」クラスに従来のLMP1（ノンハイブリッド）車両が今年限りエントリーできることを活かし、2020年にレベリオン・レーシングが走らせていたマシン「R13」を引き継ぐ形でハイパーカークラスに参戦する。車名は「アルピーヌ・A480」となり、ドライバーは残留のアンドレ・ネグラオと、LMP1初参戦のマシュー・バキシビエール、3年ぶりにチーム復帰となったニコラ・ラピエールの3名。